# 彭教

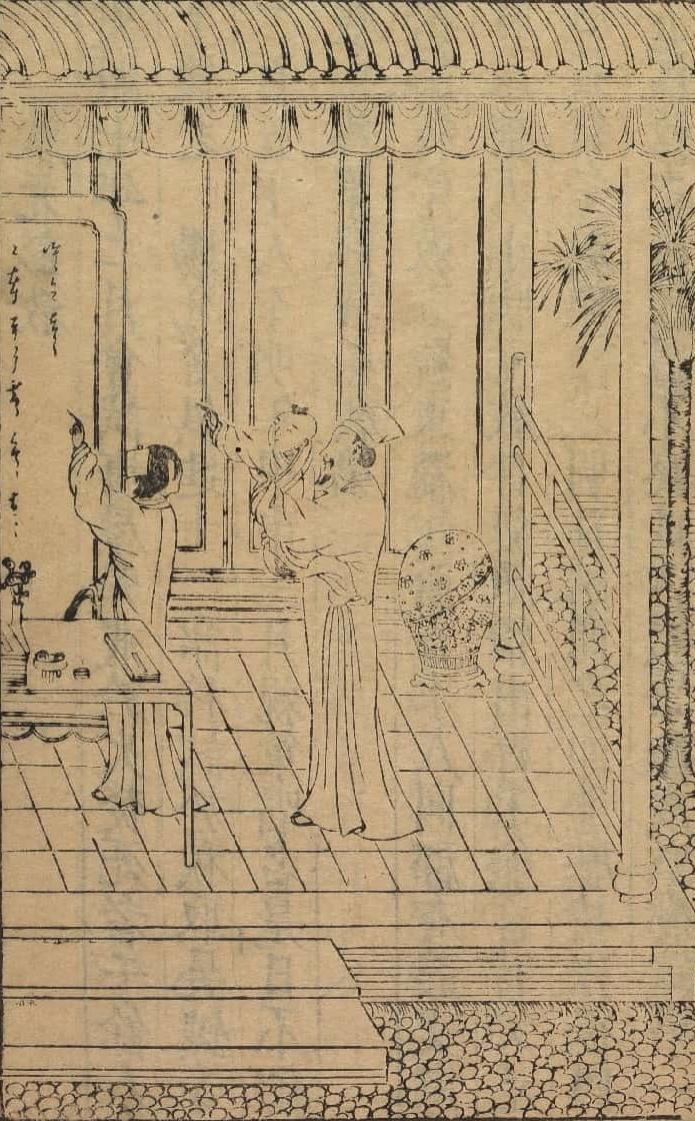
彭教

彭教（1438年—1480年），字敷五，号东泷。江西吉水人，明朝政治人物。

## 生平
彭教生于明英宗正统三年（1438年），天順三年己卯科江西鄉試第一名舉人（解元），天順八年（1464年）成甲申科一甲一名進士（状元）。授翰林院修撰，官至侍讲学士。明宪宗成化十六年（1480年）卒。